# DF-224

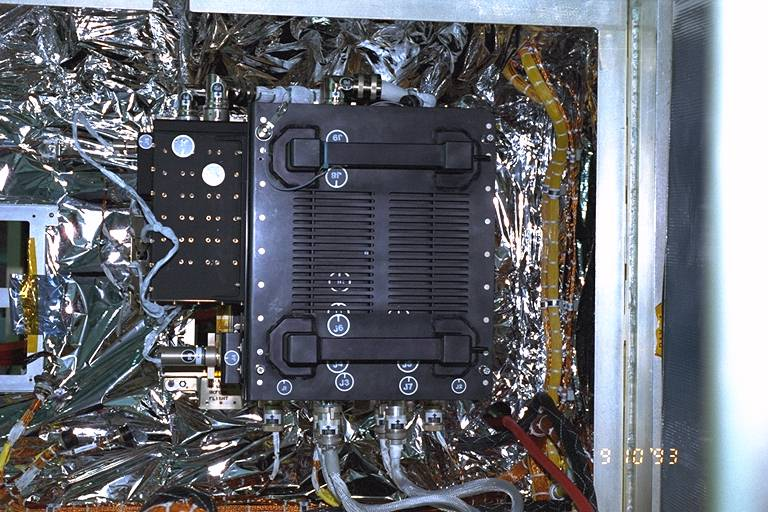
ハッブル宇宙望遠鏡のDF-224。

DF-224は、1980年代以降の宇宙ミッションで使用された宇宙仕様のコンピュータである。これはロックウェル・オートネティックス社が製作した。宇宙でのサービスは困難かつ多くの場合は不可能であるため、多くの宇宙機コンピューターと同様に非常に冗長な設計となっている。3つのCPUで構成され、1台は運用、2台は予備である。メインメモリは6つのメモリユニットで構成されており、それぞれ8K 24ビットワードのめっき線メモリを持ち、合計で最大48Kワードであった。ハッブル宇宙望遠鏡（HST）のような一部のアプリケーションでは、グレースフル故障モードを実現するために、より少ないメモリバンクになっていたが、一度に4つのメモリモジュールに電源を入れると、最大32Kワードのメモリを使用することができた。3つのI/Oプロセッサがあり、1台は運用、2台は予備である。電源は6つの独立した電力変換器で構成され、動作機能の範囲が重複している。このプロセッサは、2の補数形式の固定小数点演算を採用していた。
DF-224は、後に登場したコンピューターと比較して大きくて遅かった。大きさは約45×45×30 cm (18×18×12 in)、重さは50 kg (110 lb)、クロック速度は1.25 MHzであった。 
HSTに搭載されたDF-224は、ファーストサービスミッション（SM1）で386コプロセッサで増強された。このクロック速度は15 MHzであった:fig 7-3。
ハッブルサービスミッション3Aでは、DF-224（コプロセッサ付き）は、25 MHzのIntel i486を使用し、ストレージも大幅に増加したアドバンストコンピュータ（Advanced Computer）で置き換えられた:1–7。
DF-224はスペースシャトルに搭載されるコンピュータの候補の一つであったが、採用されなかった。また、シャトルに搭載するための再使用可能なアジェナ上段のバージョンで基準線となったが、これは作られなかった。

## 参照項目
- IBM RAD6000（英語版） - より近代的な宇宙仕様のコンピュータ
- RAD750（英語版） - より新しいバージョン
- Mongoose-V（英語版） - MIPS-3000に基づく放射線耐性プロセッサ
- MIL-STD-1750A（英語版） 16ビットプロセッサ - さまざまな実装が、いくつかの宇宙機で使用されている。